# الجنادغة (ازواكة)
الجنادغة هو دُوَّار يقع بجماعة أطياميم، إقليم اليوسفية، جهة مراكش آسفي في المملكة المغربية. ينتمي الدوّار لمشيخة ازواكة التي تضم 14 دوار. يقدر عدد سكانه بـ 330 نسمة حسب الإحصاء الرسمي للسكان والسكنى لسنة 2004.

## روابط خارجية
- البوابة الوطنية للجماعات الترابية
- المندوبية السامية للتخطيط